# 初体験天使
『初体験天使』（はつたいけんてんし）は、一部テレビ朝日系列局で放送された名古屋テレビ（メ〜テレ）製作のバラエティ番組。全48回。製作局のメ〜テレでは2003年10月13日から2004年10月11日まで放送。

## 概要
この番組は当初、ゲストの女性アイドルたちが番組企画のショートドラマで各自「初体験」の役柄に挑戦するドキュメントバラエティとして放送されていた。その当時は彼女たちがショートドラマを完成させるまでのプロセスを追っていたが、2004年7月12日放送分からは彼女たちが名古屋市内各地で「初体験」をテーマにした企画に挑戦する屋外ロケバラエティとして放送されるようになった。また、同時期より番組レギュラーの平山あやと堀越のりもこの屋外ロケ企画に参加するようになった。
製作局のメ〜テレでは本放送が終了した後も、2006年7月に『イッちゃう戦隊プリンセブン』がスタートするまでの間繰り返し再放送されていた。

## 出演者

### レギュラー
- 平山あや - 司会を担当。
- 堀越のり - 司会を担当。2004年6月14日放送分と6月28日放送分では、堀越自身がショートドラマに挑戦していた。
- 伊織 - 「愛のエンジェルキック」のコーナーで女医役を務めていた。
- イジリー岡田 - 「愛のエンジェルキック」のコーナーで伊織の助手役を務めていた。

### ゲスト
- 天使 - その日の女性ゲストに対する番組独自の呼称。

### ナレーター
- 新井田雅樹
- 牧野芳奈

## スタッフ
- 制作 - 原口淳（メ〜テレ）、野崎久也（メ〜テレ）、藤原努（ホリプロ）
- 技術協力 - メ〜テレ映像技術

## 放送局
| 放送対象地域 | 放送局                   | 系列           | 放送日時                                       | 備考                             |
| ------------ | ------------------------ | -------------- | ---------------------------------------------- | -------------------------------- |
| 中京広域圏   | 名古屋テレビ（メ〜テレ） | テレビ朝日系列 | 月曜 24:48 - 25:18 （2003年10月 - 2004年10月） | 製作局                           |
| 秋田県       | 秋田朝日放送             | テレビ朝日系列 | 水曜 24:46 - 25:16 （2004年4月 - 2005年3月）   |                                  |
| 石川県       | 北陸朝日放送             | テレビ朝日系列 | 木曜 24:46 - 25:16 （2004年4月 - 2005年3月）   | 時期により放送開始時刻の変動あり |